# (33867) 2000 JO18
2000 JO18 (asteroide 33867) é um asteroide da cintura principal. Possui uma excentricidade de 0.17189370 e uma inclinação de 4.63545º.
Este asteroide foi descoberto no dia 3 de maio de 2000 por LINEAR em Socorro.